# 批判
批判是一個方法論關於紀律化、系統化地對於寫作或口述的論說進行分析。雖然批判通常被理解為找出錯誤和否定性的論斷， 但它可以包含優點的辨認，在哲學傳統中它同時代表一種力行懷疑的方法。 當代對於批判的概念已經很大程度地受啟蒙時代影響，透過他們對偏見和權威的批判，與他們擁護在宗教和政治權威的自主與解脫。
「批判」一词在唐宋时期已有使用，如司马光的《进呈上官均奏乞尚书省札子》。而其術語化的历史则承袭自法文，從古希臘文 (kritikē)发展而來，意思是「判斷的官能」 也就是發覺人事物價值的能力。

## 历史沿用
《进呈上官均奏乞尚书省札子》：“所有都省常程文字，并只委左右丞一面批判，指挥施行。
《三国演义》第五七回：“吏皆纷然賫抱案卷上厅，诉讼被告人等，环跪阶下。 统 手中批判，口中发落，耳内听词，曲直分明，并无分毫差错。
《孽海花》第三五回：“读过你范水判牍的，遇到关着奸情案件的批判，你格外来得风趣横生，这是为着什么来？”
《朱子语类》卷一：“而今说天有箇人在那里批判罪恶，固不可；说道全无主之者，又不可。
《少林寺西堂法和塔铭》：“评论先代是非，批判未了公案。
《清史稿·选举志一》：“令诸生有心得或疑义，逐条札记，呈助教批判，按期呈堂。”
《迟桂花》：“我对于我刚才所触动的那一种自己的心情，更下了一个严正的批判。

## 在哲學中批判一詞的意思
哲學是批判性思想的應用，也是紀律化的實作去處理理論／實作的問題。在哲學文本中，例如法律或學術，批判大多受影響於康德的使用，他的意思是：對於人類的有效性與容限或一組哲學聲稱的映照性檢驗。這在現代哲學中被擴充去指涉一組系統化的探詢，去審問概念、理論、紀律的條件和後果；或是做為逼近或／且試圖去理解他們的有效性的限制。「批判性的觀點」，在這個概念下是教條觀點的反義。
康德是這樣寫的：
如果我們把一件事情當作是另一個客體觀念底下的事物，而這組成了某個原則去理解並決定它對此的一致性；那我們是教條式的去處理這個概念。當我們僅是把它當作對於認知官能的參照，因而轉向關於思考它的主體性的（主觀的）條件，而沒有輕易承諾去決定任何關於它客體的事情；如此，我們便單單只是批判地處理它。
黑格爾擴張了這個詞的意思，它用來去意指某種系統性的審問，且能夠探詢教條、指示的邊界。 這樣的擴充，促使對社會的批判想法的形成，如馬克思的《Contribution to the Critique of Political Economy》(1859)。這是一本對當年經濟模型和時代的想法，在該書中所勾勒的想法，以及此後所興起的許多想法，都可以說是在此脈絡底下。 透過把批判當作新爭論的基礎，更進一步地批判就可以在事實得出之後再度被應用，也就是將該批判作為一個新的教條便可以開啟新的爭論，再度進行更深的批判，如此反覆。「批判」的概念是法律、美學和文學理論的基礎還有它們的實作，例如在寫作的分析和評估上，不論是寫實、音樂性或其他擴充的文字性作品。

## 參看
- 純粹理性批判
- 批判性思維
- 批判理論
- 批判意識
- 辯證法